# Juan Martínez de Vergara y Leiva Sepúlveda
Juan Martínez de Vergara y Leiva Sepúlveda (Chillán, 1645 - San Agustín de Talca, 18 de enero de 1723) fue un capitán, maestre de Campo y comisario general de milicia.

## Familia
Hijo de Juan Martínez de Vergara y de Magdalena de Leiva Sepúlveda: nacido en Chillán en 1645 en las tierras de su madre. Sus padres se fueron a Chimbarongo, Colchagua, buscando refugio de la guerra de Arauco, tomando rica merced de tierras.
Contrajo matrimonio en la parroquia del sagrario en Santiago el 22 de octubre de 1670 con Ana Gómez de Ceballos y Ugarte Escobar, nacida en Concepción, hija del capitán don Juan Gómez Ceballos y de Luciana de Ugarte Escobar; sin descendencia.
Posteriormente tuvo dos hijos naturales con Josefa Varas Ponce de León:
- Juan Martínez de Vergara y Varas casado con Ana Poblete con sucesión, enviudó de ella y en segundo matrimonio con Juana Cruz con sucesión natural.
- José Martínez de Vergara y Varas casado con María Margarita Carbonell y Gomes de Ceballos quienes tuvieron un solo hijo que fue José Miguel Martínez de Vergara y Carbonell con amplia descendencia.[2]

## Carrera militar
Igual que su padre, que obtuvo en el real ejército el rango de capitán en 1668, y de maestre de campo y comisario general de milicias. Participó en la guerra de Arauco bajo las órdenes de los gobernadores españoles; Francisco de Meneses Brito (1664 - 1667), Diego Dávila Coello (1668 - 1670) y Juan Henríquez de Villalobos (1670 - 1682)

## Tierras y actividades privadas
Martínez de Vergara y Leiva Sepúlveda heredó los bienes de sus padres en Chimbarongo, provincia de Colchagua. Además obtuvo merced real de 2000 cuadras de tierras entre el río Claro y el río Lontue equivalentes a 3360 hectáreas. Esta merced fue dada por el gobernador Juan Henríquez de Villalobos quien gobernó el reino de Chile entre 1670 a 1682

## Muerte
Testó ante Juan de Morales en Santiago el 25 de septiembre de 1722, Murió en su estancia y fue sepultado en San Agustín de Talca, el 18 de enero de 1723.